# 이타비쓰정
이타비쓰정(板櫃町)은 후쿠오카현 기쿠군에 설치되었던 정이다. 현재의 기타큐슈시 고쿠라키타구·야하타히가시구의 일부에 해당한다.

## 역사
- 1889년 4월 1일 - 정촌제 시행에 의해 기쿠군 이타비쓰촌이 성립하였다.
- 1922년 2월 1일 - 정으로 승격해 이타비쓰정이 되었다.
- 1925년 4월 28일 - 야하타시 일부, 잔부는 고쿠라시에 편입해 소멸하였다.

## 참고문헌
- 角川日本地名大辞典 40 福岡県
- 『市町村名変遷辞典』東京堂出版、1990年。